# Eduard Kozynkevych
Eduard Teodorovych Kozynkevych ou Eduard Teodorovitch Kozinkevitch (en ukrainien : Едуард Теодорович Козинкевич, en russe : Эдуард Теодорович Козинкевич), est un footballeur soviétique puis ukrainien né le 23 mai 1949 à Lviv et mort le 16 novembre 1994. Il évoluait au poste d'attaquant.

## Biographie

### En équipe nationale
International soviétique, il reçoit 6 sélections en équipe d'Union soviétique en 1972.
Il joue son premier match en équipe nationale le 19 avril 1972 contre le Pérou. 
Il fait partie du groupe soviétique finaliste lors de l'Euro 1972. Son dernier match en équipe nationale est la finale perdue contre l'Allemagne de l’Ouest.

## Palmarès
Avec l'URSS :
- Finaliste de l'Euro 1972